# TUI Sverige
TUI Sverige, tidigare Fritidsresor, är en av Sveriges största researrangörer med en marknadsandel på drygt 30 procent. Företaget hette fram till 31 oktober 2016 Fritidsresor, men hade vid namnbytet tillhört den europeiska koncernen TUI Group sedan 1990-talet.

## Företagets inriktning
TUI erbjuder paketresor med charterflyg, reguljärflyg och hotellbokningar. Företaget säljer resor till hela världen, huvuddelen av dessa är charterresor till Medelhavsområdet, Thailand och Kanarieöarna.

## Historik

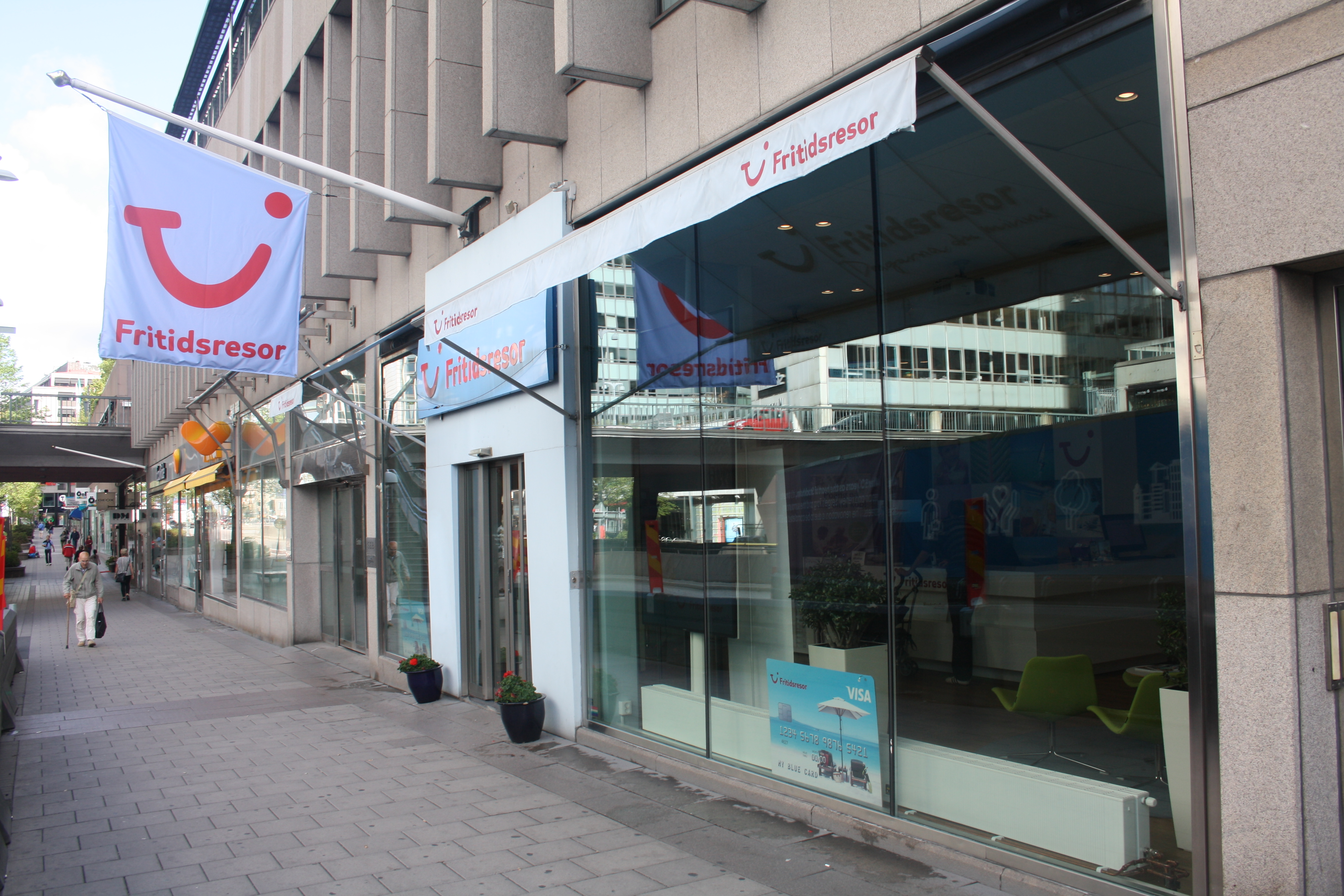
Fritidsresors butik på Sveavägen i Stockholm 2006.

Fritidsresor startades 1961 av Bengt Bengtsson och hans kollega Håkan Hellström. Tillsammans lanserade de en helt ny semesterform: semesterlägenheten, även kallad fritidsvåning. Bolagets koncept skulle snart kopieras av många andra byråer och arrangörer.[källa behövs]
De första resorna under namnet Fritidsresor gick till Sitges på Costa Daurada i Spanien, tätt därefter lanserades resmålen Arma di Taggia och Rimini i Italien.
Under 1980-talet genomförde Fritidsresor flera uppköp av charterarrangörer i Norge (Star Tour), Danmark (Fritidsrejser, senare Star Tour och Falke Rejser) och Finland (Fritidsresor, Hassen Matkat och Finnmatkat).
Kooperativa Förbundet och det statliga företaget Procordia förvärvade Fritidsresegruppen år 1995 och sålde det till den engelska charterarrangören Thomson 1998. Thomson blev några år senare i sin tur uppköpt av den tyska charterkoncernen TUI Group, och Fritidsresor bytte namn till TUI år 2016.

## Bamseklubben

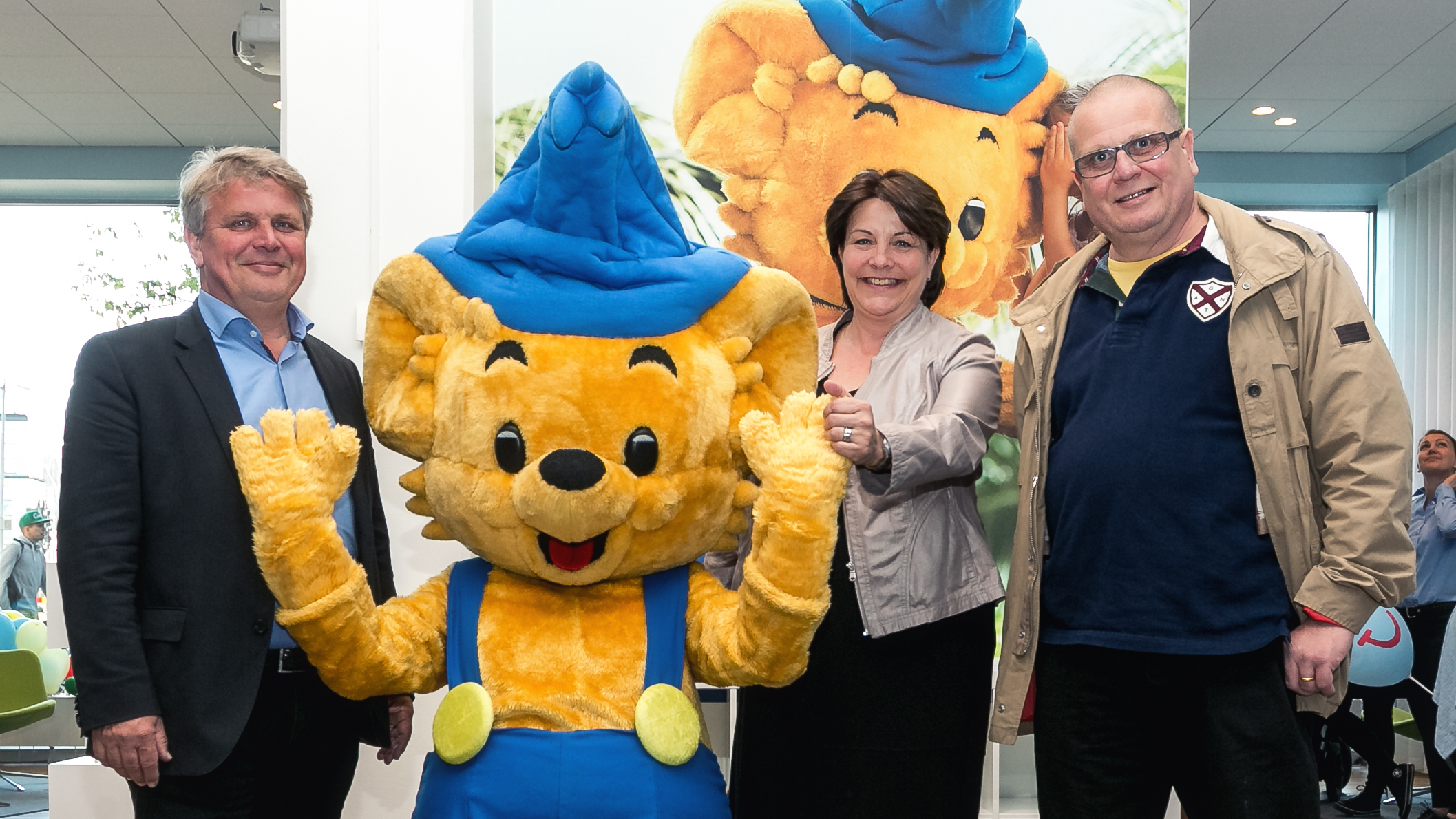
Bamse tillsammans med Eivor Andersson, vd på TUI Nordic/Fritidsresegruppen 2015 samt Ola och Dan Andréasson, Bamseförlaget.

Fritidsresor riktade in sig på barnfamiljer genom att lansera Nalleklubben på 1970-talet, som hade barnpassning och lekplats. År 1983 bytte den namn till Bamseklubben efter att Fritidresor inlett ett samarbete med Rune Andréasson, skaparen av seriefiguren Bamse.

## Reklamfilmer
- Låten i Fritidsresors reklamfilmer[när?] är Billy Pauls coverversion av Elton Johns låt "Your Song".[2][3]
- I den senaste reklamfilmen[när?] framfördes "Your Song" av Leona Lewis.[4]
- I TV-reklamen sommaren 2010 medverkade den danska skådespelaren Mads Mikkelsen.[5]